# Étoile filante (moyen métrage)
Pour les articles homonymes, voir Étoile filante (homonymie).
Étoile filante est un film français de moyen métrage écrit, réalisé et monté par Jean-Louis Bouquet, sorti en 1934.

## Synopsis
Une aspirante actrice connaît la chance insigne d'être sélectionnée pour un grand rôle dans un film. Tout de suite, la jeune fille se prend au sérieux et se met à cabotiner en imitant maladroitement les divas de l'écran. Mal lui en prend car on la congédie et elle retrouve sur la pavé. Heureusement, l'amour était au coin de la rue.  

## Fiche technique
- Réalisation, scénario et montage : Jean-Louis Bouquet
- Producteur : Jacques Davran pour les Films Jacques Davran
- Société de distribution : Gaumont-Franco-Film Aubert
- Lieu de tournage :  Studios Photosonor de Courbevoie
- Format : Noir et blanc - 1,37:1 - 35 mm - son mono
- Genre : Comédie dramatique
- Durée :  40 minutes
- Date de sortie : 1934

## Distribution
- Lisette Lanvin
- Olga Valery
- Pierre Finaly
- Gaston Orbal
- Albert Weiss
- Albert Broquin
- Burck
- Renée Piat
- Pierre Piérade
- Odette Barencey